# Simone Biles

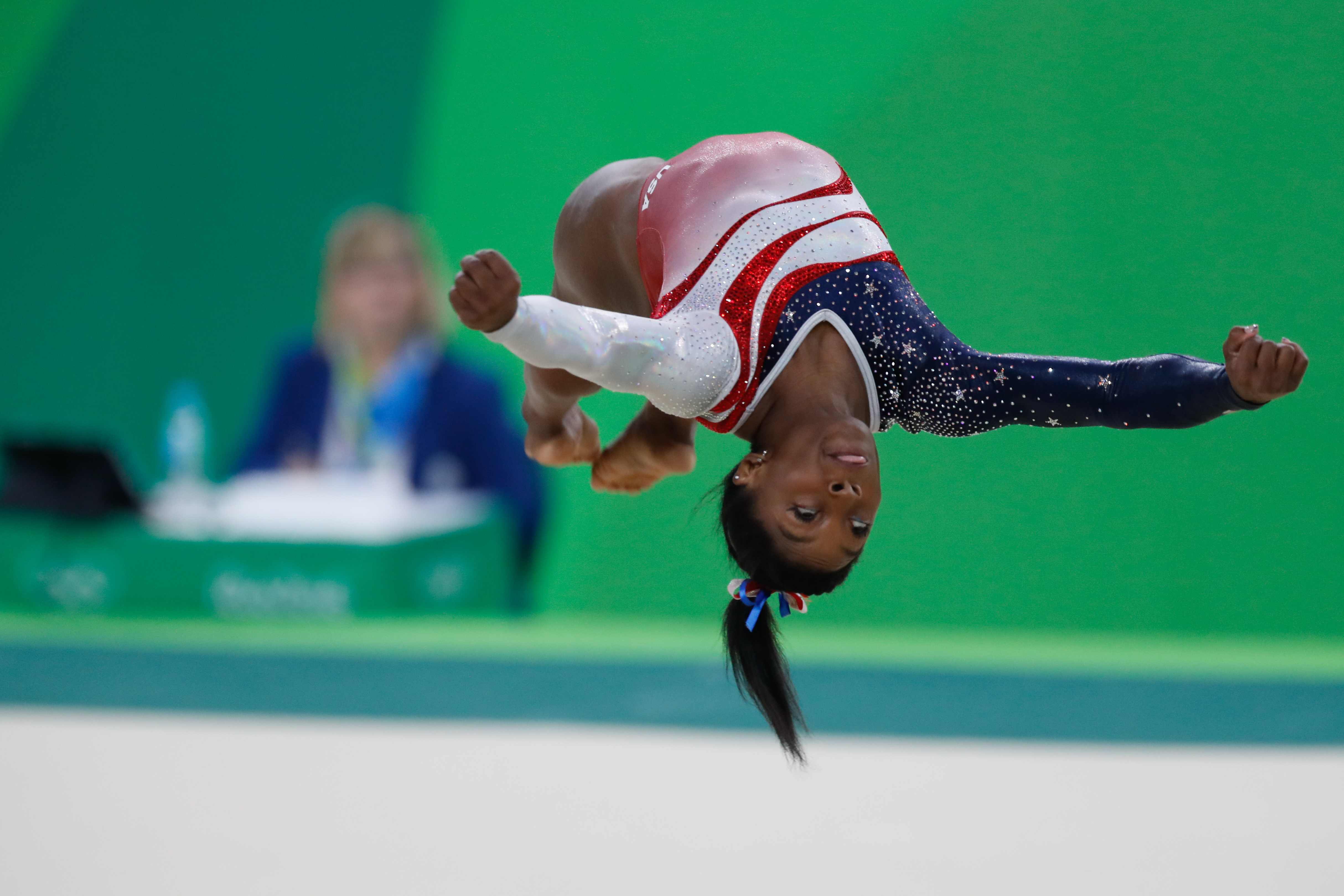
Biles voert haar oefening op vloer uit tijdens de Olympische Zomerspelen 2016 in Rio.

Simone Arianne Biles (Columbus, 14 maart 1997) is een turnster uit de Verenigde Staten. Met 41 medailles op Olympische Spelen en wereldkampioenschappen is ze de meest gelauwerde gymnast aller tijden. Biles' favoriete onderdeel in de turnmeerkamp is vloer.
Op de Olympische Spelen in Rio in 2016 won ze vier gouden medailles (meerkamp, sprong, vloer, team), en één brons (balk). Voor de volgende Olympische Spelen in Tokio ging men ervan uit dat ze opnieuw meerdere medailles ging halen, maar tijdens de opwarming van de finales moest ze zich echter terug trekken uit de competitie omdat ze last had van de "twisties" (een soort duizeligheid). Ze miste de meeste finales, maar een paar dagen later kon ze wel nog deelnemen aan de balkfinale, waar ze de bronzen medaille haalde. In de jaren nadien nam ze pauze van de professionele competitie om aan haar mentale gezondheid te werken. In 2023 hernam ze haar carrière met groot succes. Op de Olympische Spelen in Parijs won ze goud in de meerkampfinale, in de teamfinale, en op sprong, en zilver op vloer. Ze is de derde gymnaste ooit die twee keer olympisch goud won in de meerkampfinale.
Ze heeft de meeste medailles en de meeste gouden medailles gehaald op de wereldkampioenschappen turnen ooit (bij zowel mannen als vrouwen). Ze is een van de zes vrouwen ter wereld die een medaille haalde op alle onderdelen van de artistieke gymnastiek (vloer, sprong, brug, balk, meerkamp en team) op één wereldkampioenschap (in 2018), en de enige niet-Russische.

## Sportieve loopbaan

### Vroege carrière
Biles probeerde turnen voor het eerst uit toen ze zes jaar oud was, bij een uitje van haar dagopvang. Op achtjarige leeftijd begon Biles bij coach Aimee Boorman.
In wedstrijdverband begon Biles haar professionele turncarrière in 2011. In Houston nam ze deel aan de American Classic; ze won het brons op de individuele meerkamp en goud op zowel sprong als balk.
Biles stapte in 2012 over van het openbaar onderwijs naar thuisonderwijs om haar aantal trainingsuren op te schroeven. In juli 2012 won de vijftienjarige Biles de American Classic op de individuele meerkamp voor junioren. Hierdoor plaatste ze zich voor de nationale kampioenschappen turnen later dat jaar. Biles werd meteen nationaal junior-kampioene op sprong en derde op de meerkamp.
Een maand later keek ze samen met haar trainingsgenoten op tv naar de Olympische Zomerspelen in Londen. Ze zag hoe de Amerikaanse vrouwen goud wonnen op de meerkamp en stelde op dat moment olympische deelname vast als haar grote doel.

### 2013-2015: Eerste jaren in de Amerikaanse seniorenploeg
Vanaf 2013 turnde Simone Biles op seniorenniveau. In maart 2013 nam ze deel aan de American Cup, een toernooi dat deel uitmaakt van de wereldbeker turnen van de internationale gymnastiekfederatie. In de meerkamp eindigde ze achter landgenote Katelyn Ohashi, nadat ze puntverlies opliep na een val van de balk. Korte tijd later nam Biles deel aan een internationaal turntoernooi in het Italiaanse Jesolo. Ze won vijf gouden medailles, waarvan vier op individuele onderdelen.
In oktober 2013 maakte Biles haar debuut op de wereldkampioenschappen turnen 2013 in Antwerpen, haar eerste wereldkampioenschap. Tot haar eigen verbazing en de verbazing van haar ouders won ze twee wereldtitels: in de individuele meerkamp en op vloer. Ook won ze zilver op sprong, achter landgenote McKayla Maroney, en brons op balk. Op de brug met ongelijke leggers, het enige onderdeel dat Biles niet met een medaille afsloot, eindigde ze als vierde. Samen met de Japanner Kohei Uchimura, die ook vier medailles won, was ze de succesvolste turner van de wereldkampioenschappen.
Biles werd opnieuw Amerikaans kampioene op de individuele meerkamp in 2014. Bij de nationale kampioenschappen won ze ook de Amerikaanse titel op sprong en vloer en werd tweede op balk. Daardoor nam de Amerikaanse gymnastiekbond Biles op in de selectie voor de wereldkampioenschappen turnen 2014 in Nanning. Net als in 2013 werd ze de meest succesvolle deelnemer aan de wereldkampioenschappen, met wereldtitels op de team- en individuele meerkamp, vloer en balk. Op sprong eindigde Biles met miniem verschil achter de Noord-Koreaanse Hong Un-jong. Haar totaalaantal wereldtitels kwam daarmee op zes, waarmee ze het recordaantal van Shannon Miller (vijf) verbrak. Aan het einde van het seizoen werd Biles uitgeroepen tot "Sportvrouw van het jaar" door de Women's Sports Foundation.
In 2015 won Biles de meerkamptitel op het US Classic-toernooi en versloeg zij Gabby Douglas, die op dat moment olympisch kampioen was op dit onderdeel. 
Een paar maanden later, in augustus 2015, op de Amerikaanse nationale kampioenschappen won ze opnieuw goud op meerkamp, voor het derde jaar op rij. Enkel Kim Zmeskal deed haar dat voor.
Op de wereldkampioenschappen turnen in Glasgow (november 2015) was Biles deel van het Amerikaanse team. Ze kwalificeerde zich voor de finales op meerkamp, vloer, sprong, balk en team. Ze haalde goud met het team en op de individuele meerkamp, waarmee ze opnieuw een record brak: dat van eerste gymnaste ooit die drie keer op rij wereldkampioen meerkamp werd. De volgende dag haalde ze brons op sprong, en de dag daarna brak ze nog een record. Ze won de balkfinale en de vloerfinale, waardoor ze in totaal 10 gouden medailles op een wereldkampioenschap had: geen enkele gymnaste ooit heeft er meer.

### 2016: Olympische Spelen
In de aanloop naar de Olympische Spelen nam Biles deel aan de Amerikaanse nationale turnkampioenschappen in juni 2016. Daar was ze opnieuw de grote winnaar: Ze won goud op meerkamp, met een voorsprong van 3,9 punten op Aly Raisman, nog eens goud op sprong en vloer met scores hoger dan 16 punten, en goud op balk. Op brug behaalde ze de vierde plaats. Hierna maakte de Amerikaanse turnbond het team voor de Olympische Spelen in Rio bekend: Biles was deel van het team samen met Gabby Douglas, Laurie Hernandez, Madison Kocian, and Aly Raisman.
Op 7 augustus begon de turncompetitie op de Olympische Spelen in Rio de Janeiro. Met het team kwalificeerde Biles zich voor de finale en ook individueel scoorde ze meer dan hoog genoeg voor de finales van meerkamp, vloer, sprong en balk. (Enkel op brug, haar minste toestel, ging ze niet door naar de finale). 
Op 9 augustus volgde de teamfinale. De Amerikaanse turnsters wonnen goud met meer dan 8 punten voorsprong op het Russische zilver. De meerkampfinale volgde op 11 augustus, ook die eindigde met goud voor Biles.
Op 14 augustus won Biles de sprongfinale met 15,966, een absolute monsterscore, en meer dan 0,7 punten boven de Russische Maria Paseka (zilver) en de Duitse Giulia Steingruber (brons). 
Een dag later op de balkfinale verloor Biles één keer haar evenwicht waardoor ze de balk moest vastpakken met haar handen om er niet af te vallen. Ze eindigde alsnog derde, na teamgenoot Laurie Hernandez op de tweede plek, en Sanne Wevers die goud pakte.
Op de laatste finaledag sloot Biles haar tour de force af met goud op vloer, met ook weer een uitzonderlijk hoge score van 15,966.
Biles werd zo de vijfde gymnaste ooit die 4 medailles haalde op 1 Olympische Spelen, en de zesde gymnaste ooit die de meerkampfinale won van zowel de Olympische Spelen als de wereldkampioenschappen. Ze werd door de Verenigde Staten uitverkoren om de Amerikaanse vlag te dragen tijdens de slotceremonie, het was de eerste keer dat een turnster deze eer kreeg.

### 2017-2020: opnieuw wereldkampioen
In 2017 nam Biles pauze van de competitie. Samen met journaliste Michelle Burford schreef ze haar autobiografie "Courage to Soar". Daarnaast deed ze mee aan Dancing with the Stars (seizoen 24 van de US versie), waar ze als vierde eindigde met professioneel danspartner Sasha Farber. In augustus liet ze weten dat ze terug aan het trainen was, met nieuwe coach Laurent Landi.
In januari 2018 maakte Biles bekend dat ook zij een slachtoffer was van de arts van de Amerikaanse turnbond Larry Nassar.
Haar eerste wedstrijd in 2018 was de US Classic. Ze won goud op meerkamp, vloer, balk en sprong, en had haar repertoire uitgebreid met een "Fabrichnova" op balk, een "Van Leeuwen" op brug, en een "Moors" op vloer.
Op het Amerikaanse nationale kampioenschap van dat jaar won Biles goud op alle onderdelen. Ze brak daarmee een Amerikaans nationaal record aangezien ze nu vijf keer goud op meerkamp had gewonnen.
Later dat jaar pakte ze uit met een nieuwe sprong: Yurchenko met halve draai op de tafel, dan streksalto voorwaarts met dubbele schroef (dus een Cheng met een halve schroef erbij). Ze zou deze sprong wel nog op een officieel turnevenement moeten uitvoeren voor deze haar naam zou krijgen.
In oktober 2018 reisde Biles naar Doha (in Qatar) om deel te nemen aan de wereldkampioenschappen. De avond voor de kwalificaties ging ze in Qatar met spoed naar het ziekenhuis met serieuze buikkrampen. Toen bleek dat ze geen blindedarmontsteking had maar wel een niersteen, ging ze terug naar haar hotel en stond ze de volgende dag paraat om te turnen. Ze mocht door de strenge dopingregels amper medicatie nemen, en turnde de hele wedstrijd dus met veel pijn.
De volgende dag kwalificeerde ze zich voor alle finales (vloer, sprong, balk, brug, meerkamp en team). Ze voerde ook haar nieuwe sprong uit met succes: deze sprong heette vanaf dan de "Biles", en kreeg (op dat moment) een moeilijkheidsgraad toegewezen van 6,4. Dat was op dat moment de hoogste score voor een sprong, in een ex aequo met de Produnova.
In de teamfinale won Biles met het Amerikaanse vrouwenteam goud, met een voorsprong van meer dan 8 punten op Rusland.
Biles won de meerkampfinale voor de vierde keer in haar carrière en brak daarmee het record van Svetlana Chorkina op meeste wereldtitels op meerkamp.
De volgende dag stond ze voor de eerste keer op het podium voor sprong, en meteen op de eerste plek. Met deze gouden medaille erbij had ze er dertien in totaal. Dat was het record van meeste gouden medailles in de gymnastiek ooit, zowel bij mannen als vrouwen. Diezelfde dag won ze de zilveren medaille op brug, het goud was voor Nina Derwael.
De laatste finaledag won ze brons op balk en goud op vloer. Ze haalde dus een medaille op alle onderdelen van het turnen op één wereldkampioenschap, er zijn slechts zes vrouwen in de wereld die dit ooit gepresteerd hebben (vijf Russische en één Amerikaanse, Biles dus).
In de zomer van 2019 won ze de meerkampfinale op zowel de US Classic als de Amerikaanse nationale kampioenschappen. Ze werd nationaal kampioen op sprong, balk en vloer, en haalde brons op brug. Ze introduceerde twee nieuwe elementen: een driedubbele salto achterwaarts met dubbele schroef op de vloer, en een dubbele salto achterwaarts met dubbele schroef als afsprong van de balk.
In oktober, op de wereldkampioenschappen turnen in Stuttgart, voerde ze haar twee nieuwe elementen officieel uit, waardoor deze haar naam kregen. Ze kregen beide de hoogste score toegewezen (J, ter waarde van 1 punt). Haar "triple double" op vloer is het enige element bij zowel de mannen als de vrouwen die deze score heeft. 
Biles won met het Amerikaanse team de eerste plek in de teamfinale en brak zo nog een record van Svetlana Chorkina op vlak van totaal aantal medailles in het vrouwenturnen. In de toestelfinales haalde ze drie gouden medailles: op sprong, balk en vloer. Op brug werd ze vijfdes. Met deze titels erbij heeft ze 25 medailles, waarvan negentien gouden. Dat is het meeste medailles van alle gymnasten ooit, zowel mannen als vrouwen.
In februari 2020 werd nog aangekondigd dat Biles de Verenigde Staten zou vertegenwoordigen op de Olympische Spelen. Niet veel later werden deze geannuleerd.

### Olympische Spelen Tokio en afstand van het turnen
In het voorjaar van 2021 voerde Biles een nieuwe sprong uit op de US Classic: een Yurchenko met dubbele hoeksalto achterwaarts. Deze sprong kreeg op dat moment de voorlopige moeilijkheidsgraad van 6,6 toegewezen, de hoogste score voor een sprong in vrouwenturnen. Het zou nog tot 2023 duren eer Biles de sprong officieel kon op haar naam kon zetten.
Op de Amerikaanse kampioenschappen won Biles haar zevende gouden meerkamptitel op nationaal niveau. Ze haalde goud op sprong, balk en vloer, en werd derdes op brug.
Op de Olympische Spelen Tokio bestond het Amerikaanse vrouwenteam naast Biles uit Sunisa Lee, Jordan Chiles en Grace McCallum. Tijdens de kwalificaties maakte Biles meerdere fouten: zowel bij sprong, balk en vloer moest ze grote passen zetten bij de landing. Desondanks kwalificeerde ze zich voor alle onderdelen, als enige gymnaste op deze Spelen. Die avond schreef Biles op Instagram dat ze veel druk ervaarde: "I truly do feel like I have the weight of the world on my shoulders at times".
Een paar dagen later op de teamfinale kon Biles niet de sprong uitvoeren die ze gepland had: ze deed slechts anderhalve schroef in plaats van tweeënhalve, en viel toch bijna van de mat bij de landing. Daarna liep ze de zaal uit, hoewel ze een half uur later aan de brug zou moeten starten. Jordan Chiles verving haar op brug en Biles stopte met de competitie. Zo wonnen de Russische gymnastes hun eerste teamgoud sinds 1992, en moest de VS tevreden zijn met zilver.
De dagen nadien annuleerde Biles de meerkampfinale, daarna ook de sprong- en brugfinale, en ten slotte de vloerfinale, telkens met haar mentale gezondheid als reden. Ze deed uiteindelijk wel mee met de balkfinale, met een makkelijkere routine dan normaal. Ze haalde alsnog de bronzen medaille. 
De week nadien gaf Biles meer uitleg aan de pers en verklaarde dat ze last had van "de twisties", een soort van duizeligheid typisch voor gymnasten. Bovendien was Biles' tante onverwacht gestorven twee dagen voor de balkfinale. Biles zei zelf dat deze bronzen medaille op balk voor haar belangrijker was dan al haar gouden medailles, aangezien ze haar mentale gezondheid prioriteit had gegeven.
Biles kreeg ontzettend veel kritiek voor haar beslissing. Criticasters zeiden dat ze haar team in de steek had gelaten, dat haar "zwak gedrag" de VS de gouden medaille had gekost. Gelukkig kreeg ze ook veel steun en begrip. Het aspect van mentale gezondheid in de (top)sport werd zo nog eens op de agenda gezet, na Phelps' uitlatingen in 2020 en Osaka's beslissing om niet mee te doen met Roland Garros in 2021. Er kwam verder ook meer uitleg over hoe gevaarlijk de "twisties" kunnen zijn: als een gymnast in de lucht zijn/haar evenwicht verliest, kunnen de gevolgen dodelijk zijn.
Hierna nam Biles afstand van het turnen. Het was onduidelijk of deze beslissing definitief was of niet.

### 2023: Terugkeer
In juni 2023 werd bekend dat Biles haar professionele carrière zou hervatten. Haar eerste wedstrijd was de US Classic begin augustus, waar ze meteen won op meerkamp, en zich dus kwalificeerde voor de Amerikaanse nationale kampioenschappen eind augustus. Daar haalde ze de gouden medaille op meerkamp, en werd dus voor de achtste keer nationaal kampioen, een nationaal record. Ze werd ook de oudste gymnaste die de titel ooit won: ze was 26 jaar en 166 dagen. Verder won ze ook goud op balk en op vloer, en brons op brug.
Tien jaar na haar debuut op de wereldkampioenschappen in Antwerpen in 2013, stond Biles opnieuw in Antwerpen  voor de wereldkampioenschappen van 2023. In de kwalificatieronde haalde ze hoge scores en ze ging door naar alle finales, als enige gymnaste op deze competitie. Op het onderdeel sprong voerde ze haar "Yurchenko double pike" uit, goed voor een totale score van 15.266. Deze sprong heette vanaf dan de "Biles II".
In de teamfinale won de VS goud voor de 7e keer op rij, mede dankzij Biles' goede resultaten. 
Ook de meerkampfinale won ze met gemak, voor Rebeca Andrade en landgenoot Shilese Jones, hoewel ze bijna over haar eigen voeten struikelde bij het onderdeel vloer. Dit was haar zesde wereldtitel op meerkamp, enkel de Japanner Kōhei Uchimura haalde al evenveel meerkamptitels.
In de toestelfinales slaagde ze er niet in haar nieuwe sprong uit te voeren zonder te vallen bij de landing. Ze haalde alsnog de zilveren medaille op sprong, het goud was voor Andrade. Op de brug werd ze vijfde. Op de balk en de vloer won ze goud, telkens met een heel nipte voorsprong: op de balk met 0,1 meer dan dan Zhou Yaqin, en op vloer 0,133 meer dan Andrade. Met haar 6e gouden medaille op vloer brak ze het zoveelste record: meeste gouden medailles op één toestel. In totaal had ze op dit moment 34 medailles, het meeste ooit in de geschiedenis van de gymnastiek (bij mannen en vrouwen).

### 2024: Olympische Spelen Parijs
Tijdens de kwalificatieronde op Olympische Spelen in Parijs zette Biles goede resultaten neer en ging ze door naar alle finales behalve brug, waar ze eerste reserve was. In de teamfinale turnde ze op alle toestellen en won ze goud samen met Jade Carey, Jordan Chiles, Sunisa Lee en Hezly Rivera.
In de meerkampfinale won ze goud voor Rebeca Andrade en Suni Lee. Door een val van de balk was het verschil met Andrade 0,366 punten. Met deze medaille is ze de derde gymnaste ooit die twee keer olympisch goud won in de meerkampfinale, na Larisa Latynina van de Sovjet-Unie (1956 en 1960) en Vera Caslavska van Tsjechie (1964 en 1968), en Biles is de enige bij wie er 8 jaar tussen zit in plaats van 4.
In de sprongfinale won ze goud met de 'Biles II' en een 'Cheng', voor Rebeca Andrade en Jade Carey. In de balkfinale werd ze vijfdes door een val. In de vloerfinale haalde ze zilver na Andrade, met een verschil van 0,033 punten. Biles had een hoge moeilijkheidsgraad maar ze landde twee keer buiten de lijnen.

## Persoonlijk

#### Kindertijd
Biles in in 1997 geboren in Columbus (Ohio). Biles' moeder kon niet voor haar kinderen zorgen, dus ze werden in een pleeggezin geplaatst. Uiteindelijk werd Biles samen met haar zusje geadopteerd door haar grootouders in Houston (Texas). Haar andere zus en haar broer werden geadopteerd door een ander familielid.

#### Gezondheid
Biles heeft ADHD. In 2016 is haar medisch dossier gehackt en kwam er in de pers dat ze methylfenidaat (beter bekend als 'ritalin') neemt. Biles is toen naar buiten gekomen met haar diagnose, en zei erbij dat ADHD hebben en er medicatie voor nemen niets is om je voor te schamen.

#### Familie
Biles trouwde op 22 april 2023 met American football speler Jonathan Owens.

#### Amerikaans turnschandaal
Biles is een van de slachtoffers van seksueel misbruik van voormalig arts van de Amerikaanse turnbond Larry Nassar.

## Eponieme elementen
Biles staat bekend voor haar elementen met een hoge moeilijkheidsgraad. De Biles op balk, de Biles II op sprong en de Biles II op vloer zijn de moeilijkste elementen van die toestellen. Enkel haar Biles op vloer is al succesvol uitgevoerd door andere gymnastes sinds Biles' debuut in 2013. Haar andere elementen heeft nog niemand haar ooit nagedaan.
| Toestel | Naam     | Beschrijving                                                             | Score   | Officieel uitgevoerd     |
| ------- | -------- | ------------------------------------------------------------------------ | ------- | ------------------------ |
| Sprong  | Biles    | Yurchenko met halve draai dan voorwaartse streksalto met dubbele schroef | 6.0     | wereldkampioenschap 2018 |
| Sprong  | Biles II | Yurchenko dan dubbele hoeksalto achterwaarts                             | 6.4     | wereldkampioenschap 2023 |
| Balk    | Biles    | Afsprong: Dubbele salto achterwaarts met dubbele schroef                 | H (0.8) | wereldkampioenschap 2019 |
| Vloer   | Biles    | Dubbele gestrekte salto achterwaarts met halve schroef                   | G (0.7) | wereldkampioenschap 2013 |
| Vloer   | Biles II | Dubbele salto achterwaarts met driedubbele schroef                       | J (1.0) | wereldkampioenschap 2019 |

De Biles op de balk zou volgens kenners een hogere score moeten krijgen. De  Internationale Gymnastiekfederatie (FIG) antwoordde daarop dat het element gevaarlijk is, en de organisatie wil gymnasten niet aanmoedigen. Echter, op meerdere andere vlakken krijgt de FIG kritiek omdat de organisatie veel te weinig doet voor de veiligheid van de gymnasten. Biles zelf is hier gefrustreerd over: voor haar zijn nieuwe elementen belangrijker dan medailles.

## Resultaten
| Jaar | Plaats                        | Resultaten                                        |
| ---- | ----------------------------- | ------------------------------------------------- |
| 2013 | Wereldkampioenschap Antwerpen | Meerkamp · Vloer · Sprong · Balk                  |
| 2014 | Wereldkampioenschap Nanning   | Team · Meerkamp · Vloer · Balk · Sprong           |
| 2015 | Wereldkampioenschap Glasgow   | Team · Meerkamp · Vloer · Balk · Sprong           |
| 2016 | Olympische Spelen Rio         | Team · Meerkamp · Vloer · Sprong · Balk           |
| 2018 | Wereldkampioenschap Doha      | Team · Meerkamp · Vloer · Balk · Sprong · Brug    |
| 2019 | Wereldkampioenschap Stuttgart | Team · Meerkamp · Vloer · Sprong · Balk           |
| 2021 | Olympische Spelen Tokio       | Team · Balk                                       |
| 2023 | Wereldkampioenschap Antwerpen | Team · Meerkamp · Vloer · Sprong · Balk · 5e Brug |
| 2024 | Olympische Spelen Parijs      | Team · Meerkamp · Sprong · Vloer · 5e Balk        |

1952: Marija Gorochovskaja ·
1956: Larissa Latynina ·
1960: Larissa Latynina ·
1964: Věra Čáslavská ·
1968: Věra Čáslavská ·
1972: Ljoedmila Toerisjtsjeva ·
1976: Nadia Comăneci ·
1980: Jelena Davydova ·
1984: Mary Lou Retton ·
1988: Jelena Sjoesjoenova ·
1992: Tetjana Goetsoe ·
1996: Lilija Podkopajeva ·
2000: Simona Amânar ·
2004: Carly Patterson ·
2008: Nastia Liukin · 
2012: Gabby Douglas ·
2016: Simone Biles ·
2020: Sunisa Lee ·
2024: Simone Biles
1952: Ágnes Keleti ·
1956: Ágnes Keleti, Larissa Latynina ·
1960: Larissa Latynina ·
1964: Larissa Latynina ·
1968: Věra Čáslavská, Larisa Petrik ·
1972: Olga Korboet ·
1976: Nelli Kim ·
1980: Nadia Comăneci, Nelli Kim ·
1984: Ecaterina Szabo ·
1988: Daniela Silivaș ·
1992: Lavinia Miloşovici ·
1996: Lilija Podkopajeva ·
2000: Jelena Zamolodtsjikova ·
2004: Cătălina Ponor ·
2008: Sandra Izbașa · 
2012: Aly Raisman · 
2016: Simone Biles · 
2020: Jade Carey · 
2024: Rebeca Andrade
1952: Jekaterina Kalintsjoek ·
1956: Larissa Latynina ·
1960: Margarita Nikolajeva ·
1964: Věra Čáslavská ·
1968: Věra Čáslavská ·
1972: Karin Janz ·
1976: Nelli Kim ·
1980: Natalja Sjaposjnikova ·
1984: Ecaterina Szabo ·
1988: Svetlana Boginskaja ·
1992: Lavinia Miloşovici, Henrietta Ónodi ·
1996: Simona Amânar ·
2000: Jelena Zamolodtsjikova ·
2004: Monica Roșu ·
2008: Hong Un-Jong ·
2012: Sandra Izbașa ·
2016: Simone Biles ·
2020: Rebeca Andrade ·
2024: Simone Biles
1928: Agsteribbe, Burgerhof, De Levie, Nordheim, Polak, Simons, Stelma, Van den Berg, Van den Bos, Van der Vegt, Van Randwijk, Van Rumt ·
1936: Bärwirth, Bürger, Frölian, Iby, Meyer, Pöhlsen, Schmitt, Sohnemann ·
1948: Honsová, Kovářová, Misáková, Müllerová, Růžičková, Šilhánová, Srncová, Veřmiřovská ·
1952: Gorochovskaja, Botsjarova, Minaitsjeva, Oerbanovitsj, Danilova, Sjamrai, Dzjoegeli, Kalintsjoek ·
1956: Manina, Latynina, Moeratova, Kalinina, Astachova, Jegorova ·
1960: Moeratova, Latynina, Astachova, Ljoechina, Ivanova, Nikolajeva ·
1964: Latynina, Astachova, Voltsjetskaja, Zamotajlova, Manina, Gromova ·
1968: Koetsjinskaja, Voronina, Petrik, Karasjova, Toerisjtsjeva, Boerda ·
1972: Toerisjtsjeva, Korboet, Lazakovitsj, Boerda, Saadi, Kosjel ·
1976: Filatova, Grozdova, Kim, Korboet, Saadi, Toerisjtsjeva ·
1980: Davydova, Filatova, Kim, Naimoesjina, Sjaposjnikova, Zacharova ·
1984: Szabo, Cutina, Păucă, Grigoraș, Stănuleț, Agache ·
1988: Baitova, Sjevtsjenko, Strazjeva, Lasjtsjenova, Boginskaja, Sjoesjoenova ·
1992: Boginskaja, Lysenko, Galijeva, Goetsoe, Groedneva, Tsjoesovitina ·
1996: Miller, Dawes, Strug, Moceanu, Phelps, Chow, Borden ·
2000: Răducan, Amânar, Olaru, Boboc, Isărescu, Presăcan ·
2004: Ban, Eremia, Ponor, Roșu, Șofronie, Stroescu ·
2008: Yang, Cheng, Jiang, Deng, He, Li ·
2012: Douglas, Maroney, Raisman, Ross, Wieber ·
2016: Biles, Douglas, Hernandez, Kocian, Raisman ·
2020: Achajmova, Listoenova, Melnikova, Oerazova ·
2024: Biles, Carey, Chiles, Lee, Rivera
1934: Vlasta Děkanová ·
1938: Vlasta Děkanová ·
1950: Helena Rakoczy ·
1954: Galina Sjamrai ·
1958: Larissa Latynina ·
1962: Larissa Latynina ·
1966: Věra Čáslavská ·
1970: Ljoedmila Toerisjtsjeva ·
1974: Ljoedmila Toerisjtsjeva ·
1978: Jelena Moechina ·
1979: Nelli Kim ·
1981: Olga Bicherova ·
1983: Natalia Yurchenko ·
1985: Jelena Sjoesjoenova / Oksana Omelianchik ·
1987: Aurelia Dobre ·
1989: Svetlana Boginskaja ·
1991: Kim Zmeskal ·
1993: Shannon Miller ·
1994: Shannon Miller ·
1995: Lilija Podkopajeva ·
1997: Svetlana Chorkina ·
1999: Maria Olaru ·
2001: Svetlana Chorkina ·
2002: Svetlana Chorkina ·
2003: Svetlana Chorkina ·
2005: Chellsie Memmel ·
2006: Vanessa Ferrari ·
2007: Shawn Johnson ·
2009: Bridget Sloan ·
2010: Alia Moestafina ·
2011: Jordyn Wieber ·
2013: Simone Biles ·
2014: Simone Biles ·
2015: Simone Biles ·
2017: Morgan Hurd ·
2018: Simone Biles ·
2019: Simone Biles ·
2021: Angelina Melnikova ·
2022: Rebeca Andrade ·
2023: Simone Biles
· 1938: Matylda Pálfyová
· 1950: Helena Rakoczy  
· 1954: Tamara Manina
· 1958: Eva Bosáková  
· 1962: Larissa Latynina   
· 1966: Natalja Koetsjinskaja  
· 1970: Ljoedmila Toerisjtsjeva  
· 1974: Ljoedmila Toerisjtsjeva  
· 1978: Nelli Kim  
· 1979: Emilia Eberle  
· 1981: Natalia Ilienko  
· 1983: Ecaterina Szabo  
· 1985: Oksana Omelianchik  
· 1987: Jelena Sjoesjoenova / Daniela Silivaș
· 1989: Svetlana Boginskaja / Daniela Silivaș
· 1991: Cristina Bontaș / Oksana Tsjoesovitina
· 1992: Kim Zmeskal  
· 1993: Shannon Miller  
· 1994: Dina Kochetkova  
· 1995: Gina Gogean 
· 1996: Gina Gogean / Kui Yuanyuan
· 1997: Gina Gogean  
· 1999: Andreea Răducan  
· 2001: Andreea Răducan  
· 2002: Elena Gómez  
· 2003: Daiane dos Santos  
· 2005: Alicia Sacramone  
· 2006: Cheng Fei  
· 2007: Shawn Johnson  
· 2009: Beth Tweddle  
· 2010: Lauren Mitchell  
· 2011: Ksenia Afanasjeva
· 2013: Simone Biles
· 2014: Simone Biles
· 2015: Simone Biles
· 2017: Mai Murakami
· 2018: Simone Biles
· 2019: Simone Biles
· 2021: Mai Murakami
· 2022: Jessica Gadirova
· 2023: Simone Biles
· 1938: Marta Majowska / Matylda Pálfyová
· 1950: Helena Rakoczy  
· 1954: Tamara Manina / Ann-Sofi Pettersson
· 1958: Larissa Latynina  
· 1962: Věra Čáslavská  
· 1966: Věra Čáslavská  
· 1970: Erika Zuchold  
· 1974: Olga Korboet  
· 1978: Nelli Kim  
· 1979: Dumitrița Turner  
· 1981: Maxi Gnauck  
· 1983: Boriana Stoyanova  
· 1985: Jelena Sjoesjoenova  
· 1987: Jelena Sjoesjoenova  
· 1989: Olesya Dudnik  
· 1991: Lavinia Miloșovici  
· 1992: Henrietta Ónodi  
· 1993: Elena Piskun  
· 1994: Gina Gogean  
· 1995: Simona Amânar  
· 1996: Gina Gogean  
· 1997: Simona Amânar  
· 1999: Jelena Zamolodtsjikova  
· 2001: Svetlana Chorkina  
· 2002: Jelena Zamolodtsjikova  
· 2003: Oksana Tsjoesovitina  
· 2005: Cheng Fei  
· 2006: Cheng Fei  
· 2007: Cheng Fei  
· 2009: Kayla Williams  
· 2010: Alicia Sacramone  
· 2011: McKayla Maroney
· 2013: McKayla Maroney
· 2014: Hong Un-jong
· 2015: Maria Paseka
· 2017: Maria Paseka
· 2018: Simone Biles
· 2019: Simone Biles
· 2021: Rebeca Andrade
· 2022: Jade Carey
· 2023: Rebeca Andrade
1938: Vlasta Děkanová  
· 1950: Helena Rakoczy  
· 1954: Keiko Tanaka  
· 1958: Larissa Latynina  
· 1962: Eva Bosáková  
· 1966: Natalja Koetsjinskaja  
· 1970: Erika Zuchold  
· 1974: Ljoedmila Toerisjtsjeva
· 1978: Nadia Comăneci
· 1979: Věra Černá 
· 1981: Maxi Gnauck  
· 1983: Olga Mostepanova  
· 1985: Daniela Silivaș  
· 1987: Aurelia Dobre  
· 1989: Daniela Silivaș  
· 1991: Svetlana Boginskaja  
· 1992: Kim Zmeskal  
· 1993: Lavinia Miloșovici  
· 1994: Shannon Miller  
· 1995: Mo Huilan  
· 1996: Dina Kochetkova  
· 1997: Gina Gogean  
· 1999: Ling Jie  
· 2001: Andreea Răducan  
· 2002: Ashley Postell  
· 2003: Fan Ye  
· 2005: Nastia Liukin 
· 2006: Iryna Krasnianska  
· 2007: Nastia Liukin  
· 2009: Deng Linlin  
· 2010: Ana Porgras  
· 2011: Sui Lu
· 2013: Aliya Mustafina
· 2014: Simone Biles
· 2015: Simone Biles
· 2017: Pauline Schäfer
· 2018: Liu Tingting
· 2019: Simone Biles
· 2021: Urara Ashikawa
· 2022: Hazuki Watanabe
· 2023: Simone Biles
1934: Bajerová, Děkanová, Foltová, Hajková, Jarusková, Veřmířovská ·
1938: Bajerová, Dekanová, Dobešová, Foltová, Hajková, Jarusková, Pálfyová, Veřmířovská ·
1950: Berggren, Blomberg, Lindberg, Ljungström, Nordin, A.-S. Pettersson, G. Pettersson, Sandahl ·
1954: Botsjarova, Danilova, Gorochovskaja, Latynina, Manina, Moeratova, Roedko, Sjarabidze ·
1958: Astachova, Borisova, Ivanova,  Latynina, Manina, Moeratova ·
1962: Astachova, Ivanova, Latynina, Manina, Moeratova, Pervoesjina ·
1966: Čáslavská, Košťálová, Krajčírová, Kubičková, Řimnáčová, Sedláčková ·
1970: Boerda, Karasjova, Lazakovitsj, Petrik, Toerisjtsjeva, Voronina ·
1974: Dronova, Kim, Korboet, Saadi, Sicharoelidze, Toerisjtsjeva ·
1978: Agapova, Arzjannikova, Filatova, Kim, Moechina, Sjaposjnikova ·
1979: Comăneci, Dunca, Eberle, Ruhn, Turner, Vlădărău ·
1981: Bitsjerova, Davydova, Filatova, Ilenko, Polevaja, Zacharova ·
1983: Bitsjerova, Frolova, Ilenko, Mostepanova, Sjisjova, Joertsjenko ·
1985: Baraksanova, Kolesnikova, Mostepanova, Omeljantsjyk, Sjoesjoenova, Joertsjenko ·
1987: Dobre, Golea, Popa, Silivaș, Szabo, Voinea ·
1989: Baitova, Boginskaja, Doednyk, Lasjtsjenova, Sazonenkova, Strazjeva ·
1991: Boginskaja, Tsjoesovitina, Galijeva, Goetsoe, Kalinina, Lysenko ·
1994: Amânar, Gogean, Hațegan, Loaieș, Mărănducă, Miloșovici, Presăcan ·
1995: Amânar, Cacovean, Gogean, Hategan, Marinescu, Miloșovici, Presăcan ·
1997: Amânar, Gogean, Marinescu, Presăcan, Țugurlan, Ungureanu ·
1999: Amânar, Boboc, Isărescu, Olaru, Răducan, Ungureanu ·
2001: Boboc, Cojocar, Ionescu, Răducan, Stroescu, Ulmeanu ·
2003: Humphrey, Kupets, Memmel, Patterson, Schwikert, Vise ·
2006: Fei, Ning, Ya, Panpan, Nan, Zhuoru ·
2007: Hong, Johnson, Liukin, Peszek, Sacramone, Worley ·
2010: Afanasjeva, Dementeva, Koerbatova, Moestafina, Nabiëva, Semenova ·
2011: Douglas, Maroney, Raisman, Sacramone, Vega, Wieber ·
2014: Baumann, Biles, Desch, Kocian, Locklear, Ross, Skinner ·
2015: Biles, Douglas, Dowel, Kochian, Nichols, Raisman, Skinner ·
2018: Biles, Eaker, Hurd, McCallum, McCusker, Smith · 
2019: Biles, Carey, Eaker, Lee, McCallum · 
2022: Chiles, Jones, Carey, Wong, Blakely
· 2023: Biles, Blakely, Jones, Roberson, Wong
Mannen: 2000: Tiger Woods · 2001: Tiger Woods · 2002: Michael Schumacher · 2003: Lance Armstrong · 2004: Michael Schumacher · 2005: Roger Federer · 2006: Roger Federer · 2007: Roger Federer · 2008: Roger Federer · 2009: Usain Bolt · 2010: Usain Bolt · 2011: Rafael Nadal · 2012: Novak Djokovic · 2013: Usain Bolt · 2014: Sebastian Vettel · 2015: Novak Djokovic · 2016: Usain Bolt · 2017: Novak Djokovic · 2018: Roger Federer · 2018: Novak Djokovic · 2020: Lewis Hamilton en Lionel Messi · 2021: Rafael Nadal · 2022: Max Verstappen · 2023: Lionel Messi

Vrouwen: 2000: Marion Jones · 2001: Cathy Freeman · 2002: Jennifer Capriati · 2003: Serena Williams · 2004: Annika Sörenstam · 2005: Kelly Holmes · 2006: Janica Kostelić · 2007: Jelena Isinbajeva · 2008: Justine Henin · 2009: Jelena Isinbajeva · 2010: Serena Williams · 2011: Lindsey Vonn · 2012: Vivian Cheruiyot · 2013: Jessica Ennis · 2014: Missy Franklin · 2015: Genzebe Dibaba · 2016: Serena Williams · 2017: Simone Biles · 2018: Serena Williams · 2019: Simone Biles · 2020: Simone Biles · 2021: Naomi Osaka · 2022: Elaine Thompson-Herah · 2023: Shelly-Ann Fraser-Pryce
- Bibsys: 1533887354461
- Bibliothèque nationale de France: cb17890100n (data)
- CiNii: DA18701231
- Gemeinsame Normdatei: 1205004432
- International Standard Name Identifier: 0000 0004 8641 3753
- Library of Congress Control Number: n2016046681
- Système universitaire de documentation: 25034338X
- Virtual International Authority File: 2644147425853745040002
- WorldCat: E39PBJcrgw3h6HtdKhQXJJXjmd